# イシガケチョウ
イシガケチョウ（石崖蝶、石垣蝶、Cyrestis thyodamas）はチョウ目（鱗翅目）タテハチョウ科に分類されるチョウの一種。

## 概要
和名通りの石崖・石垣模様を持ち、ひらひらと紙切れが舞うように飛ぶ。クリやソバなどの花にも来るが、吸水のために濡れた地面に降りる姿がよく観察される。とまるときはほとんど常に翅を開く。
多化性で、成虫は越冬を終えた春から発生を繰り返し、秋遅くまで見られる。食樹はクワ科のイヌビワ・イチジク・オオイタビなど。卵は葉や芽に1つずつ産みつけられる。

## 分布
温暖化により北上している蝶のひとつでもあり、国内では年々分布域を広げている。確実に土着しているのは紀伊半島以南・四国・九州・南西諸島。渓谷沿いの照葉樹林や疎林に多く、平野部ではほとんどいない。